# Miguel Pupo
Miguel Pupo (Itanhaém, 19 de novembro de 1991) é um surfista profissional brasileiro que está na WSL.

## Carreira
Depois de três títulos em torneios da WQS, Miguel Pupo foi para o WSL em 2012.

## Títulos
| Vitórias no WQS |                                      |                                 |                |
| Ano             | Evento                               | Local                           | País           |
| 2011            | Nike Lowers Pro                      | San Clemente, Califórnia        | Estados Unidos |
| 2011            | O'Neill Coldwater Classic Santa Cruz | Santa Cruz, Califórnia          | Estados Unidos |
| 2012            | Hang Loose Fernando de Noronha Pro   | Fernando de Noronha, Pernambuco | Brasil         |
| 2015            | São Paulo Open Surfing               | Maresias, São Paulo             | Brasil         |